# Pejelagartero 1.ª Sección (Nuevo Progreso)
Pejelagartero 1.ª Sección (Nuevo Progreso) es una localidad del municipio de Huimanguillo ubicado en la subregión de la Chontalpa del estado mexicano de Tabasco.

## Geografía
La localidad de Pejelagartero 1.ª Sección (Nuevo Progreso) se sitúa en las coordenadas geográficas 18°02′10″N 93°49′04″O / 18.036111, -93.817778, a una elevación de 9 metros sobre el nivel del mar.

## Demografía
Según el Conteo de Población y Vivienda 2020, efectuado por el Instituto Nacional de Estadística y Geografía, la localidad de Pejelagartero 1.ª Sección (Nuevo Progreso) tiene 561 habitantes, de los cuales 284 son del sexo masculino y 277 del sexo femenino. Su tasa de fecundidad es de 2.84 hijos por mujer y tiene 144 viviendas particulares habitadas.
| Gráfica de evolución demográfica de Pejelagartero 1.ª Sección (Nuevo Progreso) entre 1995 y 2020 |
|                                                                                                  |
| INEGI.                                                                                           |